# معاهدة جريادا
معاهدة جريادا (بالإنجليزية: Greada Treaty)‏ هي معاهدة مزعومة - من مرويَّات الخيال العلمي - يُذكر بأنها أُجريت في العام 1954 ما بين الرماديين والولايات المتحدة، ونصَّت على التبادل العلمي والثقافي بين الولايات المتحدة الأمريكية - بصفتها القطب القائد للعالم الحديث - مع الرماديين الذين يُزعم - في الخيال العلمي - بأنهم سكنة باطن الأرض، حيث يقوم الرماديون - بموجبها - بتصدير التقنية الحديثة ومعلومات عن جيلوجيا وتكوينات الأرض والكون مقابل قيام الحكومة الأمريكية بتوفير الذهب والمواد الضرورية الموجودة على سطح الأرض وإرسالها لباطن الأرض، بشكل يضمن عدم خروج الرماديين إلى السطح والعلن، كذلك نصَّت على أن الرماديين سوف يقومون بوضع استشاريين للأمريكان وحتى تعيين قادة لدول العالم يكونون في خدمة أمريكا لتبقى الأخيرة على اطلاع على أهم الأحداث العالمية مما يضمن لها الحفاظ على سيطرتها على العالم. جدير بالذكر أن هذه المعاهدة المزعومة لا يوجد هناك أي دليل مادي أو رسمي ليثبتها.